# Анджеліка Апостяну
Анджеліка Апостяну (21 серпня 1954) — румунська академічна веслувальниця.
Бронзова призерка Олімпійських Ігор 1980 року в складі вісімки.
Бронзова призерка Чемпіонату світу 1974 (розпашні четвірки зі стерновою), 1975 (розпашні двійки без стернової) років.